# Philippe Keyaerts
Philippe Keyaerts (* 1959) ist ein belgischer Spieleautor.

## Leben und Spiele
Keyaerts wuchs mit fünf Geschwistern auf. Während seiner Kindheit und Jugend spielte er Schach, sammelte Puzzles und interessierte sich später unter anderem für das Strategiebrettspiel Full Métal Planète (1988) sowie Die Siedler von Catan (1995). Sein Studium in Mathematik schloss Keyaerts mit einem Magister ab, außerdem studierte er Informatik, Malerei und Grafik.
Keyaerts erste Veröffentlichung war das 1999 bei Eurogames/Descartes erschienene Strategiespiel Vinci, welches vom Aufstieg und Untergang der Zivilisationen in Europa handelt. Das Spiel stand unter anderem auf der Auswahlliste zum Spiel des Jahres 2000 und erreichte den fünften Platz beim Deutschen Spiele Preis.
2001 erschien mit Evo das zweite Spiel des Autors. In die Urzeit zurückversetzt, müssen die Spieler für die genetische Weiterentwicklung und das Überleben ihrer Dinosaurierrasse sorgen. Evo war unter anderem für den Deutschen Spiele Preis nominiert und wurde vom Games Magazine 2002 zum  „Game of the Year (Traditional)“ gekürt.
2004 folgte mit Space Blast ein vergleichsweise einfaches Taktikspiel, bei dem drei bis sechs Spieler mit Raumschiffen einen Weltraumkampf auf einem Sechseckraster austragen. Im Gegensatz zu den beiden vorherigen Titeln fand das Spiel wenig Beachtung.
Mit dem 2009 bei Days of Wonder erschienen Small World entwickelte Keyaerts sein erstes Spiel Vinci weiter: Small World übernahm dessen grundlegende Mechanismen und kombinierte diese mit neuen Spielelementen und einer humorvolleren Fantasythematik. Unter anderem wurde Small World als „Spiel der Spiele – Spiele Hit für Experten 2009“ ausgezeichnet und bekam im Folgejahr den „Spezialpreis der Jury“ des As d’Or – Jeu de l’Année. Seit seiner Veröffentlichung wurde das Spiel in zehn Sprachen übersetzt und verkaufte sich bisher rund 100.000 Mal. Bis dato sind sechs Erweiterungen sowie eine Umsetzung für das Apple iPad erschienen, im Sommer 2011 kam im Verlag außerdem ein neues, eigenständiges Spiel mit dem Titel Small World Underground heraus.
Im Sommer 2011 erschien mit Olympos ein neues Spiel des Autors, welches 2012 in Frankreich mit dem As d’Or – Jeu de l’Année „Grand Prix“ ausgezeichnet wurde. Das thematisch im antiken Griechenland angesiedelte Strategiespiel dreht sich ebenfalls um den Aufbau und die Ausbreitung von Zivilisationen, konzentriert sich gegenüber Vinci und Small World jedoch auf andere Aspekte. So spielt das Militärische eine geringere Rolle, dafür stehen Zeitmanagement sowie die technologische Entwicklung und die Religiosität der Zivilisation im Vordergrund.
Keyaerts lebt mit seiner Frau und seinem Sohn in Brüssel. Abseits von der Spieleentwicklung unterrichtet er Mathematik.

## Ludografie
- 1999: Vinci (Eurogames/Descartes)
- 2001: Evo (Eurogames/Descartes)
- 2004: Space Blast (NekoCorp)
- 2009: Small World (Days of Wonder)
- 2011: Olympos (Ystari Games)
- 2011: Small World Underground (Days of Wonder)
- 2020: Small World of Warcraft (Days of Wonder)

## Auszeichnungen
| - Spiel des Jahres - 2000: Vinci, Auswahlliste - Deutscher Spielepreis - 2000: Vinci, 5. Platz - 2001: Evo, 4. Platz - 2009: Small World, 5. Platz - Spiel der Spiele - 2009: Small World, Spiele Hit für Experten - As d’Or – Jeu de l’Année - 2010: Small World, Prix Spécial du Jury - 2012: Olympos, Grand Prix | - Jeu de l’Année - 2003: Evo, nominiert - International Gamers Award - 2000: Vinci, nominiert „General Strategy – Multiplayer“ - 2002: Evo, nominiert „General Strategy – Multiplayer“ - 2009: Small World, nominiert „General Strategy – Multiplayer“ - Japan Boardgame Prize - 2009: Small World, 6. Platz - Games Magazine - 2002: Evo, Game of the Year (Traditional) - 2010: Small World, Game of the Year (Traditional) |